# In primis
In primis è una locuzione latina entrata come avverbio nella lingua italiana per indicare soggetti o argomenti di primaria importanza. Treccani indica come contrario alla definizione la locuzione in subordine (in secondo piano, in sottordine).